# 西村睦男
西村 睦男（にしむら むつお、1915年1月31日 - 2006年3月9日）は、日本の地理学者。京都大学教授・奈良大学教授・奈良大学学長を歴任。

## 経歴
1915年、山口県厚狭郡楠町(現宇部市)で生まれた。幼少期に台湾へ移住。旧制台北一中、台北高等学校 (旧制)を経て、京都帝国大学文学部地理学科に進んだ。1938年に卒業。卒業論文は「台北市の地理学的研究」、自身も育った植民地都市の空間構造を考察したものであった。
卒業後は、京都・嵯峨野高等女学校など高等学校教員として13年間地理の中等教育に当たった。1951年、京都大学教養部助教授に着任。教養部人文地理学教室には藤岡謙二郎が在籍しており、共に教学にあたった。1963年に教授昇進。1968年、奈良女子大学文学部教授に就任。1978年、奈良大学教授に就任。1982年から1984年まで、同大学学長を務めた。学長在職中には、将来を見据えて当時単科大学であった大学に第2学部（社会学部）を開設し、そのためのキャンパスの移転を行っている。1988年7月、学長任期満了にともない奈良大学を退職。
学界では、一般社団法人人文地理学会の第8代会長(1972～1974年)を務めた。

## 研究内容・業績
- 専門は人文地理学
- クラッシック音楽を趣味とし、奈良大学学長時には数々のコンサートも企画していた。また、敬虔なクリスチャンであり、所属教会ではオルガニストも務めていた。

## 家族・親族
- 子：西村雅樹はドイツ文学者。

## 著作

### 著書
- 『やさしく詳しい中学社会科世界地理』(学習と研究シリーズ)吉野書房 1958
- 『中心地と勢力圏』大明堂 1977

### 共著
- 『完成世界地理』谷岡武雄共著 文祥堂 1954
- 『完成日本地理』谷岡武雄共著 文祥堂 1954
- 『新講座地理と世界の歴史 第7-8巻 アジア篇』羽田明,日比野丈夫共編 雄渾社 1956-57
- 『人文地理学概論』織田武雄,藤岡謙二郎共著 蘭書房 1956
- 『地誌概説 日本・世界』藤岡謙二郎共著 大明堂 1957
- 『人文地理・地誌辞典』織田武雄, 藤岡謙二郎共編 教学社 1959
- 『新訂地誌概説 日本・世界』藤岡謙二郎,浮田典良共著 大明堂 1959
- 『地誌概論 世界編』藤岡謙二郎,服部昌之共著 大明堂 1963
- 『北白川と嵯峨野 大都市周辺地域の人文地理的モノグラフ』藤岡謙二郎共著 地人書房 1965
- 『藩領の歴史地理 萩藩』編 大明堂 1968
- 『中心地研究の展開』森川洋共編 大明堂 1986
- 『世界地誌 改訂増補版』藤岡謙二郎編著 浮田典良、服部昌之、金田章裕共著 大明堂 1987

### 論文
- CiNii(西村睦男)

## 参考資料
- 石原潤2006「元会長西村睦男先生の御逝去を悼んで」『人文地理』58巻3号,人文地理学会[4]
- 京都大学地理学談話会[5]